# Distrito de Gifhorn
El Distrito de Gifhorn (en alemán, Landkreis Gifhorn) es un distrito de estado de Baja Sajonia, Alemania. Tiene una población estimada, a fines de marzo de 2023, de 180 167 habitantes.
Limita en el sentido de las agujas del reloj comenzando por el noroeste con los distritos de Altmark-Salzwedel y Börde (ambos en Sajonia-Anhalt), con el distrito de Helmstedt, con la ciudad independiente de Wolfsburgo, nuevamente con el distrito de Helmstedt, con la ciudad independiente de Brunswick, con el distrito de Peine, con la región de Hannover y con los distritos de Celle y Uelzen (todos en Baja Sajonia).

## Municipios y comunidades
(Habitantes a 31 de diciembre de 2005)
Comunidades
1. Gifhorn, Ciudad (42 658)
2. Sassenburg, Ciudad (10 946)
3. Wittingen, Ciudad (12 268)

Samtgemeinden (Comunidades de municipios)
| - 1. Samtgemeinde Boldecker Land (9802) 1. Barwedel (1077) 2. Bokensdorf (950) 3. Jembke (1901) 4. Osloß (1981) 5. Tappenbeck (1245) 6. Weyhausen * (2648) - 2. Samtgemeinde Brome (15 335) 1. Bergfeld (952) 2. Brome, Flecken * (3397) 3. Ehra-Lessien (1629) 4. Parsau (1946) 5. Rühen (4672) 6. Tiddische (1268) 7. Tülau (1471) - 3. Samtgemeinde Hankensbüttel (9739) 1. Dedelstorf (1521) 2. Hankensbüttel * (4525) 3. Obernholz (940) 4. Sprakensehl (1309) 5. Steinhorst (1444) - 4. Samtgemeinde Isenbüttel (15 502) 1. Calberlah (5236) 2. Isenbüttel * (6183) 3. Ribbesbüttel (2133) 4. Wasbüttel (1950) | - 5. Samtgemeinde Meinersen (20 944) 1. Hillerse (2615) 2. Leiferde (4335) 3. Meinersen * (8415) 4. Müden (5579) - 6. Samtgemeinde Papenteich (23 458) 1. Adenbüttel (1724) 2. Didderse (1404) 3. Meine * (8070) 4. Rötgesbüttel (2280) 5. Schwülper (6627) 6. Vordorf (3353) - 7. Samtgemeinde Wesendorf (14 576) 1. Groß Oesingen (2029) 2. Schönewörde (983) 3. Ummern (1593) 4. Wagenhoff (1150) 5. Wahrenholz (3839) 6. Wesendorf * (4982) |

## Distritos hermanados
- North Lincolnshire (Inglaterra)
- Złotów (Polonia)